# Sylvopastoralisme
Le sylvopastoralisme est un mode d'agriculture durable qui concilie objectifs forestiers et pastoraux.
Cette pratique d'élevage pour une production de viande et de lait consiste à faire pâturer la forêt par le bétail pour exploiter les ressources fourragères spontanées situées sous les arbres.
Parallèlement, des éclaircies sylvicoles peuvent concourir à la mise en valeur des arbres et permettent une production de bois.

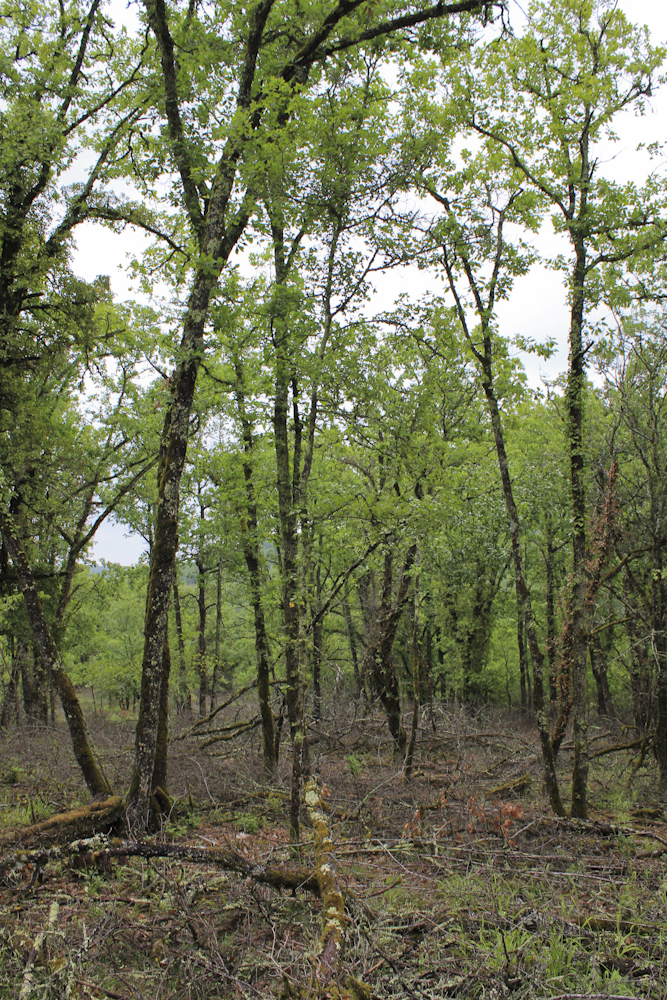
Éclaircie sylvopastorale dans un peuplement de chênes pubescents

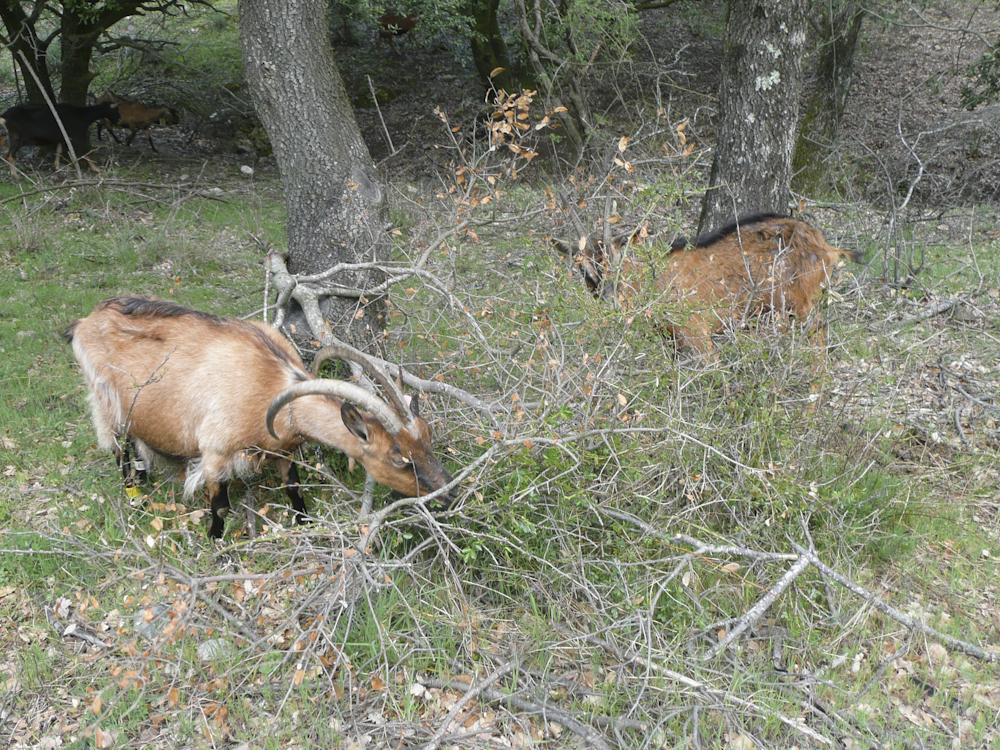
Pâturage de chèvres dans une chênaie verte

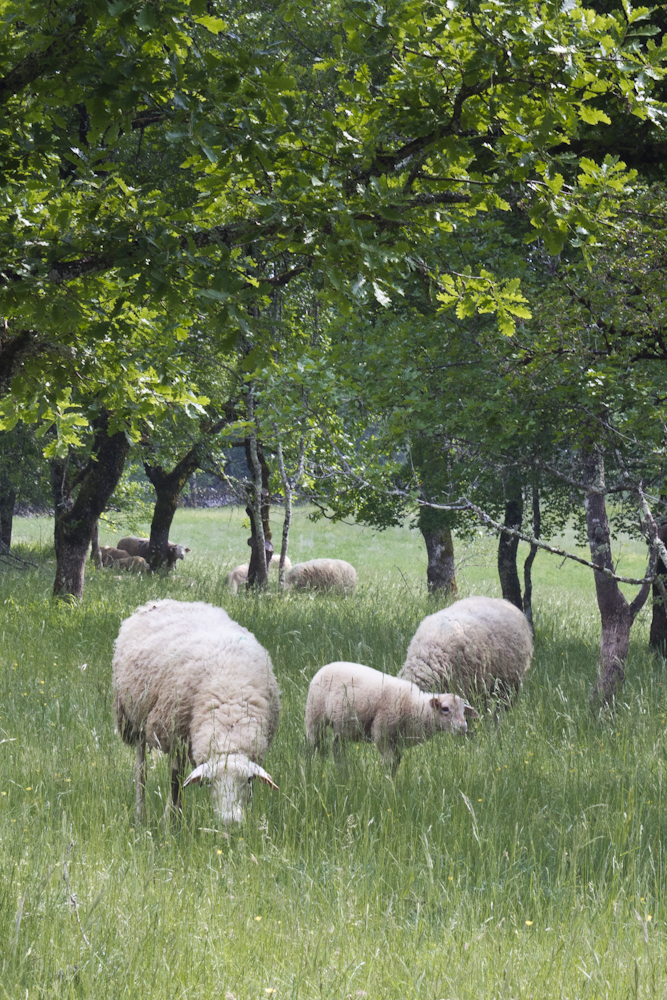
Pâturage de brebis dans un peuplement de chênes pubescents

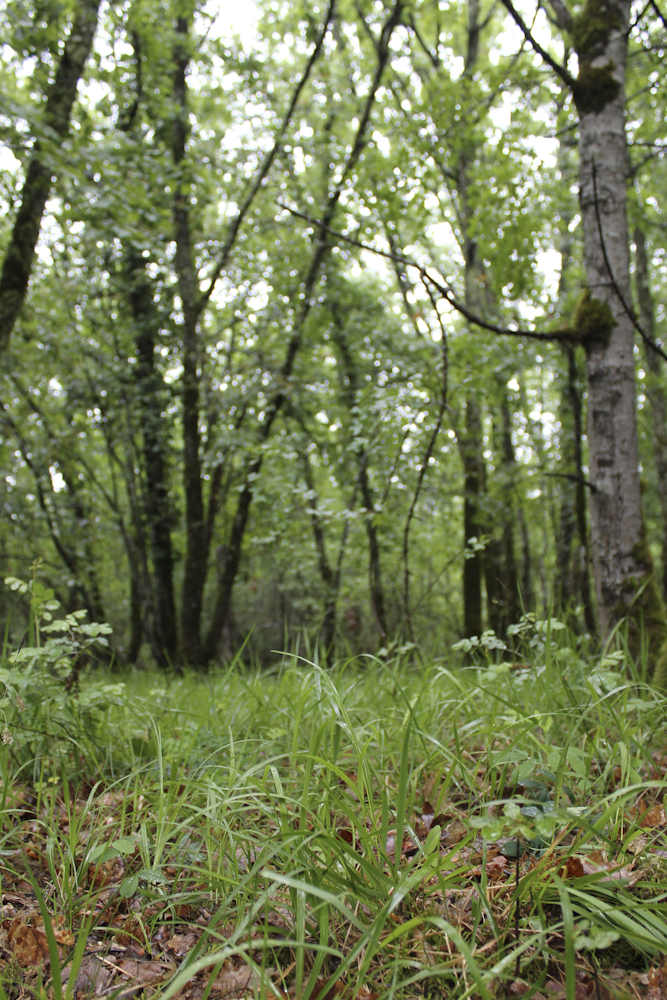
Ressource herbacée de sous bois

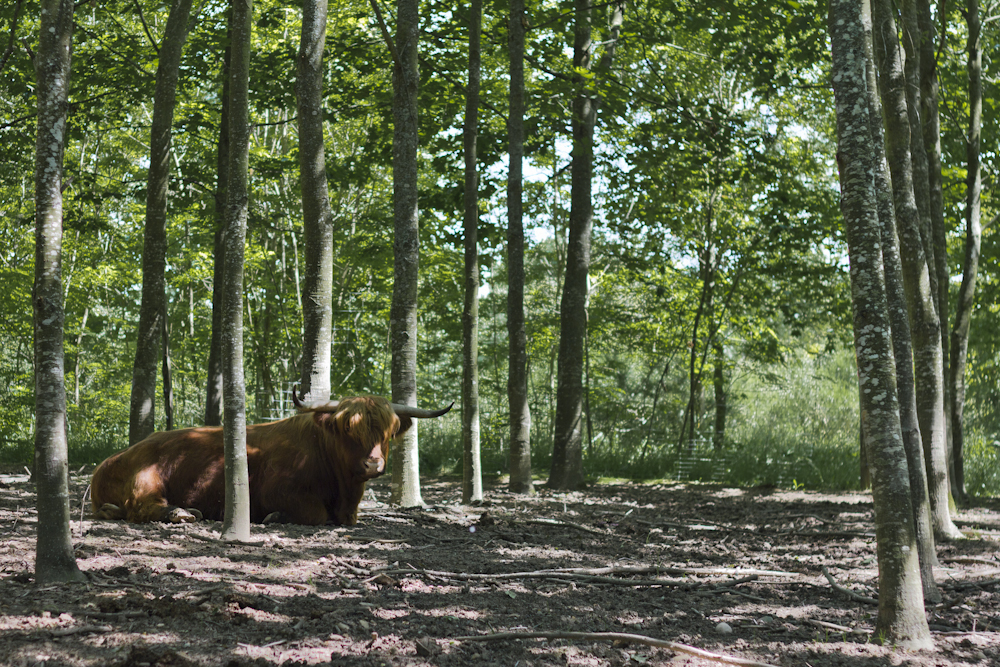
Surpâturage de bovins dans un petit parc

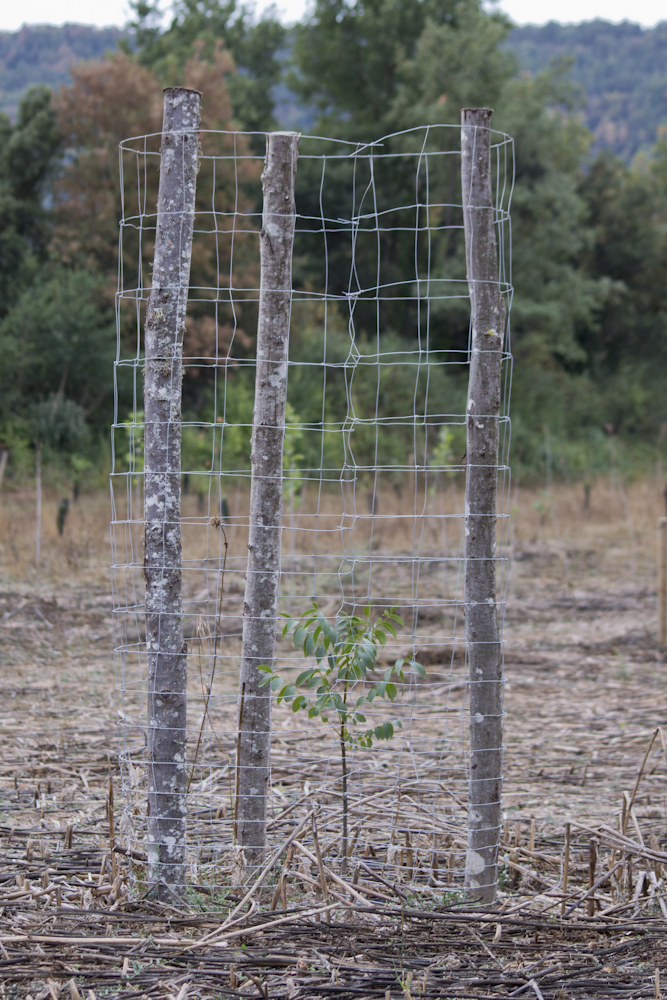
Protection de jeunes plants contre le pâturage de bovins

## Plusieurs modalités de sylvopastoralisme
La coexistence, dans un même espace, d’une valorisation sylvicole et d’un usage pastoral recouvre des situations différentes. Les espaces boisés sont très variés, à la fois par les milieux (sols, climat, végétation, habitats), par la diversité des propriétaires, de leurs motivations et par leurs modes de valorisation. Schématiquement, on peut distinguer trois situations bien différentiées .
Lorsqu’un mode de valorisation domine, même s’il n’exclut pas, à la marge, le second mode, on parle de « parcours boisé » – à dominante pastorale - ou de « forêt pâturée » – à dominante sylvicole. Les attentes sylvicoles et pastorales ne sont pas pleinement intégrées dans le même espace. Quand les objectifs sont effectivement intimement liés dans les mêmes parcelles, on parle de « sylvopastoralisme » au sens strict.

### Forêt pâturée
Sont concernés des peuplements forestiers où une conduite classique est menée sans tenir compte de l'influence de la sylviculture sur la ressource fourragère.
Une ressource fourragère (herbacée ou arbustive) peut apparaître à certaines périodes du cycle sylvicole, à la suite d'une éclaircie par exemple. Un pâturage opportuniste peut être entrepris par des animaux jusqu'à ce que la ressource disparaisse à la suite de la fermeture du couvert forestier.

### Parcours boisé
Sont concernés les espaces de déprise agricole (pré-bois, friches, fronts de colonisation) où le pâturage est pratiqué jusqu'à la colonisation totale des ligneux et la fermeture du couvert.
Sans intervention sylvicole, le pâturage est condamné à moyen terme.

### Sylvo‐pastoralismestricto sensu
Les pâturages de l'ancien monde paysan ou de l'élevage pérenne ont souvent été associés intimement à l'arbre et dans une mesure importante au bois et au milieu forestier. La nécessité de l'ombre pour les troupeaux, de sources d'eau pérennes à proximité, et sur les pacages trop isolés ou d'altitude, de ressources préservées de bois pour les besoins de l'habitat temporaire et le chauffage des préparations fromagères. D'autre part, l'écosystème forestier garantit partout la stabilité des sols et il est inconcevable, dans un monde d'éleveurs conscients, de laisser des versants en fortes pente et/ou fortement ombrés sans couverture forestière efficace.
Le pâturage contribue à la sylviculture, de même que la sylviculture contribue au pâturage.
Avec les conditions pédoclimatiques difficiles, dans un contexte où les surfaces abandonnées par l’agriculture et l’élevage se boisent, la situation se complexifie. Les « produits bois » sont plus difficilement valorisables et plus dispersés. Le pâturage des animaux peut aider aux interventions sylvicoles (nettoyage du sous-bois, meilleure circulation, structuration de l'espace). À l’inverse, sans intervention sur les arbres, l’utilisation pastorale est condamnée à terme par la fermeture inéluctable du couvert arboré. Cette modalité est la véritable forme du sylvopastoralisme combinant, à bénéfices réciproques, les deux modes de valorisation raisonnée ensemble, sur un même espace.
Cette approche sylvopastorale est nécessaire dans les milieux les plus difficiles. Elle peut amener à adapter ou modifier les itinéraires techniques, les produits et les modes de mise en marché, qu’ils soient sylvicoles ou pastoraux. C’est une façon de produire, mais aussi de faire évoluer les conditions socio-économiques de l’aménagement local.

## Aspects pastoraux
- La production d'herbe est décalée dans les bois par rapport aux prairies, grâce à l'effet parasol[3] (micro climat).
- La ressource pastorale est étalée dans le temps du fait de la diversité de la végétation : d'abord l'herbe, puis les feuillages, et enfin les fruits (glands, châtaignes...)[4].
- Le couvert arboré permet un bon maintien sur pied (capacité de certaines plantes à conserver un feuillage consommable au-delà de la période de végétation malgré une perte d’appétence), en particulier l'été, permettant de maîtriser l'épiaison des graminées [3]
- Les bois et arbustes fournissent des abris naturels et aérés aux animaux. Certaines essences repoussent les insectes parasites. Ils participent au bien-être des animaux.

## Aspects sylvicoles

### Avantages d'une forêt pâturée
Le pâturage d'une forêt présente plusieurs avantages :
- Nettoyage du sous étage (meilleures visibilité/pénétrabilité/circulation).
- Participation du troupeau à la sylviculture : diminution du nombre de rejets sur les souches, nettoyage des branches basses (variable en fonction des animaux).
- Réduction du risque d'incendies (réduction de la biomasse combustible).
- Présence humaine en forêt (bergers, éleveurs).
- Diversification des revenus en louant les parcelles.

### Régénération
Une pression de pâturage trop importante peut mettre en péril la régénération d'un peuplement. Pour préserver la régénération, plusieurs techniques peuvent être utilisées :
- Mise en défens jusqu'à ce que les semis ou rejets soient affranchis de la dent du bétail.
- Pâturer en dehors de la période de végétation (hiver, automne, début du printemps) afin que les animaux ne consomment pas les jeunes semis ou rejets.
- Baisse du chargement instantané (nombre d'animaux à l'hectare présents à un instant donné sur un parcours ; il s'exprime en brebis/ha, chèvres/ha ou vaches/ha).
- Limiter la durée de pâturage (retirer les animaux).
- Augmenter la taille des parcs.

### Tassement du sol
On reproche souvent aux animaux de tasser le sol. Ce phénomène apparait de manière localisée, autour des éléments constitutifs des parcs (points d'eau, zones d'affouage, zones de couchage, pierre à sel, etc.) quand les animaux séjournent trop longtemps dans un parc. Il suffit de repérer ces zones d'attrait et de les changer régulièrement de place.

## Sylvopastoralisme; enjeu de biodiversité et climatique
Les paléontologues montrent que les grands (mega- et méso-)herbivores jouaient depuis quelques centaines de millions d'années et jusqu'à la préhistoire un rôle clé dans les écosystèmes terrestres, dans les savanes, mais aussi en zone froides comme dans la steppe à Mammouths. Une défaunation continue, induite ou exacerbée par l'Homme, a causé des effets en cascade sur la composition, la structure et le fonctionnement des écosystèmes concernés, et au-delà, sur la biosphère et son climat.
La gestion traditionnelle sylvopastorale a (comme le bocage) fourni des habitats de substitution pendant des millénaires aux espèces de lisières et de milieux ouverts en entretenant une mosaïque de milieux naturels plus ou moins ouverts, qui sont autant d'habitats complémentaires pour la faune, la flore et la fonge. Ces milieux ont une dynamique spatiotemporelle qu'on ne retrouve pas dans le bocage. Leur importance écologique est scientifiquement reconnue, mais ces écopaysages déclinent néanmoins, face à l'artificialisation accélérée des milieux et à d'autres types de changements d'affectation des sols.
On a récemment montré que remplacer la fonction écologique d'un cheval sauvage disparu (expérience de réensauvagement) a après 3 ans des effets positifs sur la restauration de bois-pâturages. Les chevaux réintroduit dans un boisement broutent certains semis et gaules, modifient la composition arborée ; leur broutement sélectif limite la végétation ligneuse dans les zones dominées par les prairies. Le réensauvagement est une pratique de restauration de bois-pâturages et la conservation de la biodiversité, mais nécessite un changement de paradigme et de politique.
Pour favoriser la biodiversité, la gestion sylvopastorale ne doit pas conduire à un milieu « propre et bien entretenu ». L'intégrité écologique du milieu doit être restaurée, préservée, de même qu'un minimum de naturalisé (notamment caractérisé par une diversité d'arbres et d'arbustes d'essences locales).
Aussi, afin de maintenir ou augmenter la biodiversité, il convient de tenir compte de certains facteurs :
- Favoriser une majorité d'essences et de plantes autochtones
- Diversifier la structure verticale du peuplement, en permettant le recrutement de nouveaux arbres
- Maintenir ou augmenter une certaine densité de bois mort, dont gros-bois morts (sur pied et/ou couchés au sol)
- Maintenir ou augmenter la présence (dispersée) de très gros bois vivants
- Maintenir ou augmenter les arbres vivants porteurs de microhabitats (cavités, mousses et autres épiphytes...)
- Maintenir ou développer les milieux ouverts
- Maintenir la continuité temporelle de l'état boisé et des milieux ouverts (leur géographie peut et doit cependant changer)
- Maintenir la diversité des milieux aquatiques et, le cas échéant, des milieux rocheux